# معركة حماة (903)
دارت معركة حماة على بُعد حوالي 24 كيلومترًا (15 ميلًا) من مدينة حماة السورية في 29 تشرين الثاني/نوفمبر 903، بين قوات الخلافة العباسية والبدو العرب الموالين للإسماعيلية (إما فاطميين أو قرامطة). انتصر العباسيون، مما أدى إلى القبض على القيادة الإسماعيلية وإعدامها. أدى ذلك إلى إزالة الوجود الإسماعيلي في شمال سوريا، والذي كان منتشرًا بين القبائل العربية هناك. وتلَت هذه الثورة، تمرد آخر قُمع في العراق عام 906. والأهم من ذلك أنه مهد الطريق للهجوم العباسي على السلالة الطولونية السُّنية المتمتعة بحُكم ذاتي، وإعادة دمج المناطق الطولونية في جنوب سوريا ومصر في الخلافة العباسية.

## الخلفية

خريطة لبلاد الشام بمحافظاتها ومدنها الرئيسة في القرنين التاسع والعاشر

في النصف الثاني من القرن التاسع، بدأت الطائفة الإسماعيلية الشيعية في إنشاء شبكة من التحالفات والمتعاطفين، عبر العالم الإسلامي. لقد كان وقت توقعات مليارية، إثر تزامن تلك الفترة مع أزمة عميقة للخلافة العباسية خلال فوضى سامراء التي استمرت لعقد من الزمان، وصعود الأنظمة الانفصالية والحكم الذاتي في المحافظات، وتمرد الزنج على نطاق واسع، الذي ادعى زعيمهم بأنه من سلالة علي، ونصب نفسه مهديُّا.  في هذا الجو الفوضوي، ومع انشغال العباسيين بقمع انتفاضة الزنج، وجد المبشرون الإسماعيليون أرضًا خصبة، مدعومةً بعدم الرضا بين أتباع فرع الشيعة الاثني عشري المنافس لهم والهدوء السياسي في الإسلام لقيادتهم والاختفاء الأخير لإمامهم نشر المبشرون مثل حمدان قرمط وصهره أبو محمد عبدان أتباعهم في المنطقة المحيطة بالكوفة في أواخر 870، ومن هناك إلى اليمن (ابن حوشب، 882) ثم للهند (884)، تلاه إقليم البحرين (أبو سعيد الجنابي، 899)، وبلاد فارس، وإفريقية/المغرب الأدنى/تونس (أبو عبد الله الشيعي، 893).  في هذه الفترة، كان مقر الحركة الإسماعيلية في السلمية على الحافة الغربية من البادية السورية، وتولى قيادتها سعيد بن الحسين، المؤسس المستقبلي للخلافة الفاطمية. تسببت ادعاءات سعيد بأنه المهدي المنتظر بدلًا من محمد بن إسماعيل، كما كان يُفترض وقتئذِ، في حدوث انقسام في الحركة عام 899. شجب حمدان القيادة في السلمية، وجمع المبشرين العراقيين وأمرهم بوقف التبشير. تلا ذلك اغتيال عبدان بعد فترة وجيزة من اختفائه من مقره، بتحريض من زكرويه بن مهرويه الذي ظل مواليًا للسلمية. تسببت هذه الأحداث في حدوث انقسام كبير في الحركة الإسماعيلية، بين من اعترف بمزاعم سعيد للإمامة ومن رفضها. ولاحقًا عُرِف الرافضون بمصطلح القرامطة، على الرغم من أن هذا الاسم استخدمه أيضًا غير الإسماعيليين بمعنى ازدرائي لمؤيدي الفاطميين.
بعد دوره في مقتل عبدان ، هرب زكرويه بن مهرويه من العراق، واستأنف جهوده التبشيرية بين القبائل البدوية في البادية السورية الشرقية، ولكن دون نجاح كبير.  ثم أرسل ابنيه، الحسين بن زكرويه ويحيى بن زكرويه - اللذين عُرفا بلقبي صاحب الشامة وصاحب الناقة - لتبشير الاتحاد القبلي البدوي الكبير في بني كلب، بين تدمر ونهر الفرات. وقد توافد عليهم كثير من بدو بني العلا وبني الأصباغ.  وبالتالي اكتساب قوة عسكرية كبيرة، وإن كانت محدودة، إذ كان البدو أكثر اهتمامًا بانتزاع الغنائم من المجتمعات المستقرة، وكانوا غير مناسبين لحملات حُكم الأراضي والسيطرة عليها. وبفضل نجاحهم، اتخذ الإخوة وأتباعهم اسم الفاطميين وانتفضوا في 902.  فُسِّرَت دوافع الحسين بن زكرويه ويحيى بن زكرويه ووالدهما - وقد بقوا في العراق - بشكل مختلف في كتابات المؤرخين المعاصرين.  وقد اعتُبرت هذه الحركة تقليديًا قرامطة بالكامل من حيث طبيعتها، وأطلقَت عليها الحكومة العباسية ذلك.  إلا أنه في السنوات الأخيرة، سادت حُجة المؤرخ والكاتب هاينز هالم، والتي بموجبها ظل زكرويه بن مهرويه وأبناؤه موالين لسعيد بنظره، واستهدفَت أفعالهم تأمين السيطرة على الشام وإطلاق ثورة عامة ضد العباسيين.  ومع ذلك، فإن هذه الانتفاضة كانت بحسب الكتابات التاريخية بدون علم أو إذن سعيد، وكان من شأنها أن تعرضه لخطر قاتل، حيث قاموا بتنبيه السلطات إلى مكان وجود قائدهم الحقيقي، الذي اضطر الآن إلى الفرار إلى الرملة شمال غرب بيت المقدس. 
بدأ البدو الفاطميون، من قاعدتهم في المنطقة المحيطة بتدمر، بشن غارات على محافظات العباسيين والطولونيين في سوريا، وكانت آثارها مدمرة.  في 902، استطاعوا هزم الطولونيين تحت قيادة طوج بن الجف بالقرب من الرقة، وحاصروا دمشق لمدة سبعة أشهر، من كانون الثاني 902 حتى تموز 903. نجح طوج بن الجف في السيطرة على المدينة وقتل صاحب الناقة. انتقلت القيادة إلى صاحب الشامة، الذي قاد رجاله إلى القتال في حمص وحماة وبعلبك ومعرة النعمان. ثم استقروا في السلمية؛ وتوقعًا لظهور سيدهم الخفي، بدأ البدو بتأسيس مؤسسات الدولة بإنشاء سكوك حمص، التي أصدرت عملات معدنية باسم المهدي، وفي خطبة الجمعة باسم المهدي. أسقطوا الخلافة عن العباسية لصالح: "الخليفة، الوريث الراشد، صاحب العصر، أمير المؤمنين، المهدي" لم يذكروا اسمه بعد. نزل البدو في السلمية، وانتظروا وصول سعيد من آب إلى تشرين الثاني 903. وعلى الرغم من مناشدات الحسين بن زكرويه المتكررة في مراسلاته مع سيده بأن يَقْدِم، إلا أن سعيد رفض مغادرة مدينة الرملة الفلسطينية.

## المعركة
نظرًا للعجز الواضح للدولة الطولونية في وقف الغارات البدوية، دعا الشاميون الحكومة العباسية إلى التدخل المباشر، وفي 30 تموز (يوليو) 903 ، أمر الخليفة المكتفي بشن حملة. قاد الحملة المكتفي شخصيًّا، والذي غادر بغداد في 9 آب (أغسطس) وتوجه إلى الرقة. في منتصف آب (أغسطس)، فاجأ البدو بقيادة المطوق الجيشَ العباسي والذي بلغ قوامه 10 آلاف جندي بالقرب من حلب، إذ كان الجيش العباسي مستريحًا وفي تشتت، ومع سعي العديد من القوات للهروب من الحرارة الشديدة عبر أحد الأنهار المحلية. هُزمَت القوات العباسية، وتمكن حوالي ألف فقط من الوصول إلى المدينة، حيث صدوا هجمات البدو تحت قيادة أبي الأغر.  لكن في نفس الوقت تقريبًا، أوقع اللواء بدر الحمامي هزيمة ثقيلة على صاحب الشامة ورجاله بالقرب من دمشق. فر البدو إلى الصحراء، وأرسل الخليفة المكتفي رجالًا تحت قيادة الحسين بن حمدان لملاحقتهم. وأثناء بقاء المكتفي في الرقة، سُلِّمَت قيادة الجيش في الميدان لرئيس ديوان الجند محمد بن سليمان الكاتب. وفي يوم الثلاثاء، 29 تشرين الثاني (نوفمبر) 903، التقى الجيش العباسي بقيادة محمد الكاتب الفاطميين في موقع يبعد 24 كيلومترًا من حماة. وقد وُصِف مسار المعركة في رسالة لنصر، أرسلها محمد إلى الخليفة بعد ذلك، وأدرجت في كتاب تاريخ الطبري.
وبحسب الطبري، في صباح يوم 29 تشرين الثاني (نوفمبر)، انطلق الجيش العباسي من القروانة، باتجاه العليانة، - وكلاهما اليوم موقعان غير معروفين، منتشران في المعركة بالكامل - وخلال المسيرة، تلقى محمد بن سليمان تقريرًا مفاده أن جزءًا من الجيش الفاطمي، يتألف من 3000 فارس والعديد من المشاة، تحت قيادة أحد المبشرين الإسماعيليين، الملقب بالنعمان ، وقد نزلوا في منطقة تبعد حوالي 12 ميلًا عربيًّا (وهو ما يساوي تقريبُا حوالي 24 كيلومترًا أو 15 ميلًا) من حماة، وانضمت إليه مفارز أخرى من جيش البدو هناك. قاد محمد جيشه نحو معسكر البدو، ووجدهم منتشرين في صفوف قتالية. وبحسب رواية محمد، كانت ميسرة البدو بقيادة مسرور العليمي مع قادة أخرى، قوامهم 1500 فارس. وخلف الجناح الأيسر، وُضعَت قوة احتياطية قوامها 400 من الفرسان. كان قلب جيش البدو بقيادة النعمان العليسي مع ضباط آخرين، ويتألفون من 1400 فارس و3000 من مشاة، بينما كان يقود ميمنة الجيش كليب العليسي مع قادة آخرين، وعددهم 1400 فارس، مع قوة احتياط قوامها 200 فارس. 
مع تقدم الجيشين على بعضهما البعض، اندفع اليسار البدوي للأمام ضد اليمين العباسي، والذي كان بقيادة الحسين بن حمدان. صدت قوات ابن حمدان الهجوم البدوي الأول، ثم الهجوم الثاني، مما أسفر عن مقتل 600 فارس. أما البدو على اليسار فقد انكسروا وهربوا. لاحقهم ابن حمدان ورجاله وقتلوا جميع البدو في سلسلة من الاشتباكات باستثناء 200. وبحسب ما ورد، فقد استولت قوات ابن حمدان على 500 حصان و400 قلادة فضية أيضًا. وبالمثل هاجم الجناح اليميني البدوي، اليسار العباسي الذي كان تحت سيطرة القاسم بن سيما ويمن الخادم وحلفاء قبيلتَي بني شيبان وبني تميم. وبينما كان هذان الجناحان يتصارعان، هاجمت مفرزة عباسية بقيادة خليفة بن المبارك ولؤلؤ، البدو على جناحهم وكسرت خطوطهم. هنا أيضًا هرب البدو وسارع القوات الحكومية العباسية في مطاردتهم، وقد استولت على حوالي 600 حصان و200 عقد بوصفها غنائم حرب. وقُتل في المعركة عدد من القادة الفاطميين، بمن فيهم المبشر النعمان.
أما الوسط البدوي فقد واجهه محمد نفسه مع العديد من ضباطه، منهم خاقان ونصر القشوري ومحمد بن كومشجر، مع ضباط من الجناح الأيمن، منهم محمد بن إسحاق بن كنداج، وأحمد بن كيغلغ وأخوه إبراهيم المبارك القمي، وربيع بن محمد، ومهاجر بن طليق، والمظفر بن الحاج، وعبد الله بن حمدان (شقيق الحسين)، جني الأكبر، واصف البكتامير، بشر البكتامير، ومحمد بن قرطوغان. ونتيجةً لدعم قوات الجناح الأيمن، والذي بعد صد اليسار البدوي بدأ بحاصر الوسط البدوي، انتصر العباسيون هنا أيضًا. وكُسِر الفاطميون ولاحقهم على مدى عدة أميال محمد بن سليمان، والذي خوفًا من أن يتفرق جيشه أثناء المطاردة، أو يُترَك المشاة وقطار الأمتعة - الذي يحرسه عيسى بن محمد النوشري - عُرضةَ لهجوم بدوي، أوقف مطاردة فرقته بعد نصف ميل. وقد أقام هناك معسكرًا ليليًّا، واستخدم رمح الخليفة نقطةً للتجمع، لإعادة تجميع الأسراب المختلفة. وعلى الرغم من الانتصار الساحق، ظل محمد وضباطه على أهبة الاستعداد أثناء الليل، مرتقبين هجومًا بدويًّا محتملًا.

## النتائج
لم يشارك صاحب الشامة في المعركة، فقد بقي في السلمية مع الأموال التي خزنها هناك نيابةً عن سيده. غضبًا من تخلي الإمام المزعوم عن الإمام الإلهي، انقلب عليه صاحب الشامة، فدَمَر منزله في السلمية، وأَعدم جميع أفراد الأسرة والخدم هناك. هذه الفظائع، إلى جانب فشل الانتفاضة، دفعت المؤرخين الفاطميين المتأخرين لمحاولة استئصال علاقة عبيد الله بأبناء زكرويه بن مهرويه في ما يسميه المؤرخ هالم بـلعنة الذاكرة. حاول صاحب الشامة إيقاظ زعماء بني العلا للمقاومة، لكنهم رفضوا. متروكًا بنُدرة من الموارد، هرب صاحب الشامة مع ابن عمه المُدثر وشريكه المطوق ورفيقه اليوناني عبر الصحراء. وبحلول الوقت الذي وصلوا فيه إلى بلدة الدالية على طريق الفرات بالقرب من الرحبة، نفدت إمداداتهم. عندما أرسل خادمًا لشراء المؤن في المستوطنة، أثار شكوك القرويين بلباسه وأسلوبه الغريبين، حتى أبلغوا المسؤول المحلي أبو خبزة. خرج الأخير برفقة حراسه، وبعد استجوابه للخادم، أسرهم وأخذهم إلى معسكر القرامطة حيث قبضوا على صاحب الشامة بينما اصطحب أبو خبزة والوالي المحلي أحمد بن محمد بن كشمارد رفاقَه إلى الخليفة المكتفي في الرقة، ودخلوها في 19 كانون الأول (ديسمبر).
عاد الخليفة العباسي المكتفي إلى بغداد مع كبار الأسرى الذين ألقي بهم في السجن. وبقي محمد بن سليمان في الرقة ليطوف في الريف ويجمع ما تبقى من الثوار. ثم عاد بدوره إلى بغداد، وقد جاءها منتصرًا في 2 شباط (فبراير) 904. وبعد أحد عشر يومًا، وفي 13 شباط (فبراير)، ترأس محمد وصاحب الشرطة في العاصمة أحمد بن محمد الواقي، الإعدام العلني للمتهمين المعتقلين من قادة الفاطميين والمتعاطفين مع الإسماعيلية من الكوفة وبغداد.
لمَّا يقضِ انتصار العباسيين بالقرب من حماة بعدُ على التهديد الإسماعيلي بشكل كامل. ففي عام 906، ثار بنو كلب، بقيادة أبو غانم نصر، في تمرد كبير، وداهموا حوران وطبرية، وشنُّوا هجومًا فاشلًا على دمشق. ونهبوا طبرية وبلدة هيت الفراتية. سُرعان ما حاصر جيش الخلافة نَصْر ووافق بنو كلب على قتله مقابل العفو عنهم. نتيجةً لذلك، تحولت الأنشطة الإسماعيلية شرقًا إلى نهر الفرات، حيث تمرد زكرويه بن مهرويه (والد الحسين بن زكرويه ويحيى بن زكرويه) عام 906 بالقرب من الكوفة. بعد قيادة هجوم فاشل على الكوفة وعدد من الغارات المدمرة على قوافل الحج، قُتل هو أيضًا في أوائل عام 907 على يد قوات الخليفة بقيادة واصف بن سوارتكين بالقرب من القادسية. مع هذه الهزائم، لم تعد الحركة الإسماعيلية موجودة فعليًا في البادية السورية، على الرغم من أن نظرائهم في البحرين الكبري ظلوا يمثلون تهديدًا نشطًا لعدة عقود قادمة.
والأهم من ذلك أن هزيمة البدو العرب الفاطميين في حماة فتحت الطريق أمام العباسيين لاستعادة محافظات جنوب الشام ومصر التي كانت تحت سيطرة سنية تركية من الطولونيين. وقد كان الحكم الطولوني ضعيفًا بسبب الفتنة الداخلية والتنافس وانشقاق كبار الضباط، والفشل الأخير ضد البدو. وفي 904، قاد محمد بن سليمان جيشًا إلى سوريا. واجهَت الحملة معارضة قليلة. واغتيل الأمير الطولوني هارون بن خمارويه على يد أعمامه، وعندها قام العديد من كبار القادة بتبديل مواقفهم. ودخل العباسيون العاصمة المصرية الفسطاط في كانون الثاني (يناير) 905 دون قتال، واستكملوا استعادة المحافظة.